# North Solitary Island
North Solitary Island är en ö i Australien. Den ligger i delstaten New South Wales, i den sydöstra delen av landet, omkring 480 kilometer nordost om delstatshuvudstaden Sydney.